# アニバル・マテジャン
アニバル・マテジャン（Aníbal Samuel Matellán, 1977年3月8日 - ）は、アルゼンチン・ブエノスアイレス州出身のサッカー選手。ポジションはディフェンダー。

## 経歴
ボカ・ジュニアーズの下部組織出身。彼がボカに在籍している5シーズンの間に6度のタイトルを獲得した。リーグ制覇は3度、コパ・リベルタドーレス優勝が2度、インターコンチネンタルカップ優勝が1度である。2001年にドイツのシャルケ04に移籍し、2002年にはDFBポカールで優勝した。3シーズンをドイツで過ごし、2004年にボカに復帰した。前回の在籍時に獲得し得なかったコパ・スダメリカーナで優勝した。2度の在籍で132試合に出場して3得点を決めた。2005年、スペインのヘタフェCFと契約したが、1シーズン後にはジムナスティック・タラゴナに移籍した。2006-07シーズン終了後にアルゼンチンに戻り、アルセナルFCと契約した。2007年11月30日、コパ・スダメリカーナ決勝クラブ・アメリカ戦ファーストレグでは重要なゴールを挙げ、優勝に貢献した。2010年7月、メキシコのサン・ルイスFCへ移籍。

## 所属クラブ
- 1996年 - 2001年  ボカ・ジュニアーズ
- 2001年 - 2004年  シャルケ04
- 2004年 - 2005年  ボカ・ジュニアーズ
- 2005年 - 2006年  ヘタフェCF
- 2006年 - 2007年  ジムナスティック・タラゴナ
- 2007年 - 2010年  アルセナルFC
- 2010年 - 2012年  サン・ルイスFC
- 2012年 - 2013年  AAアルヘンティノス・ジュニアーズ

## タイトル
ボカ・ジュニアーズ
- プリメーラ・ディビシオン : 1998-99A, 1998-99C, 2000-01A
- コパ・リベルタドーレス 2000
- インターコンチネンタルカップ : 2000
- コパ・スダメリカーナ : 2004

 シャルケ04
- DFBポカール : 2002

 アルセナルFC
- コパ・スダメリカーナ : 2007